# Rhodostrophia stigmatica
Rhodostrophia stigmatica är en fjärilsart som beskrevs av Butler 1889. Rhodostrophia stigmatica ingår i släktet Rhodostrophia och familjen mätare. Inga underarter finns listade.